# Moma (rivier)
De Moma (Russisch: Мома) is een rivier in het noordoosten van de Russische autonome republiek Jakoetië, in het noordoosten van Siberië.
De rivier ontspringt uit de rivieren Ilin-Joerjach en Kiejeng in het Oelachan-Tsjistajgebergte (het hoogste gedeelte van het Tsjerskigebergte) en stroomt in noordwestelijke richting langs het Tsjerski- en Momagebergte door een brede intermontane vallei. In de midden- en benedenloop bevinden zich veel bochten met stroomversnellingen. De rivier wordt vooral gevoed door regen.
In de winter ontstaan zeer grote ijsvelden (наледи) in de riviervallei; een van de grootste is de Oelachan Taryn met een oppervlakte van 160 tot 180 km². De rivier is gewoonlijk bevroren van oktober tot juni. In de vallei bevindt zich veel steenkool, ijzer, zand en ruwe olie.